# Grünbach (Germania)
Grünbach è un comune di 1.854 abitanti della Sassonia, in Germania.
Appartiene al circondario del Vogtland (targa V) ed è parte della comunità amministrativa (Verwaltungsgemeinschaft) di Falkenstein.